# 镜框式舞台

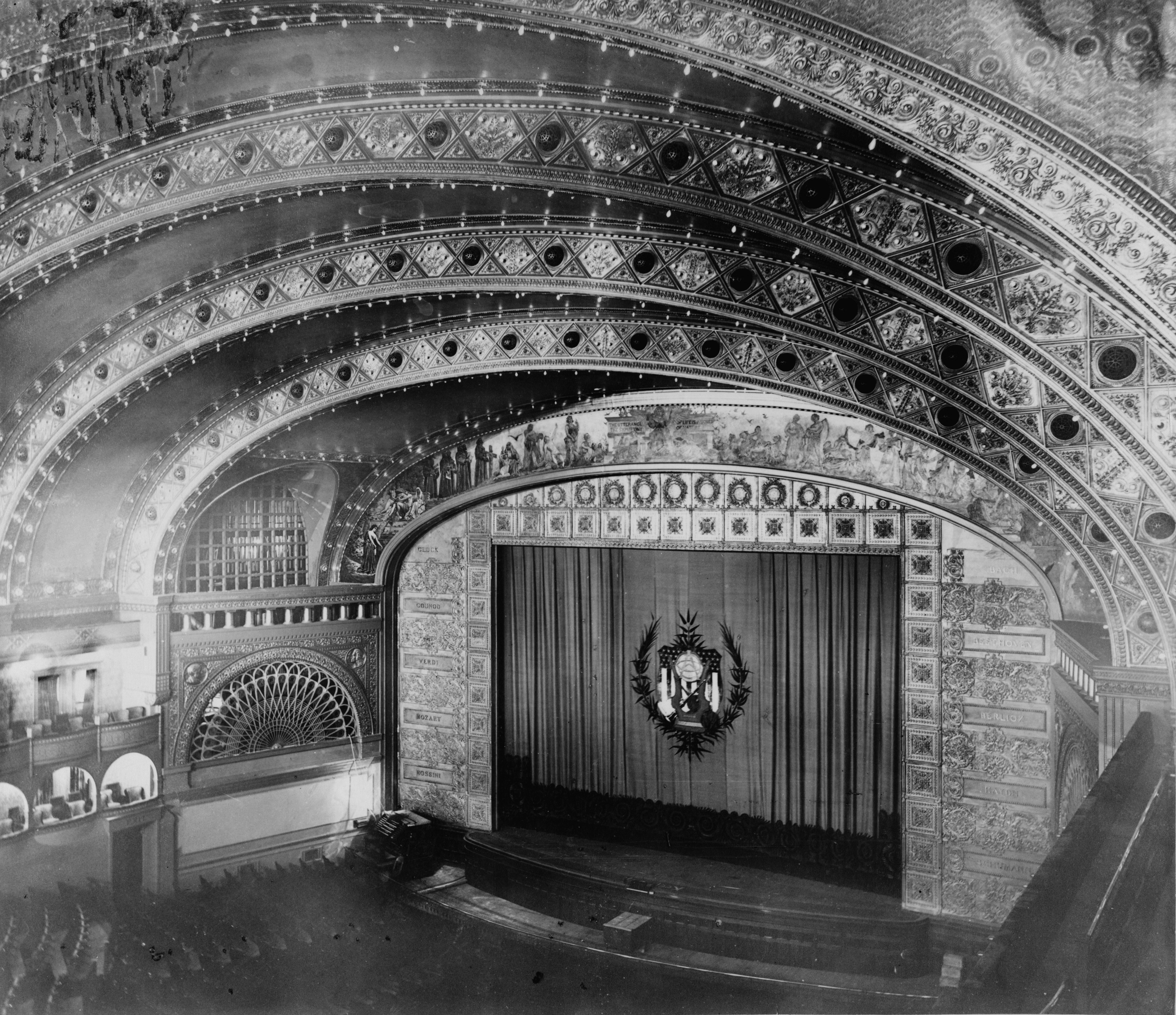
镜框式舞台

镜框式舞台（Proscenium-arch Stage）是劇場結構的一種，一般是指在觀眾席與舞台台口建有拱形結構、將觀眾區與表演區分隔開的一種盒型式封閉舞台。觀眾透過鏡框似的台口，觀看舞台上的演出，故名之。
舞台台口的一方在舞台上看來就彷彿成為了「第四面牆」，此牆對觀眾而言是透明的，但對演員來說則是不透明的，致使舞台上所發生的一切，與觀眾席的現實存有一段相當距離。

## 例子
- 台灣國家戲劇院
- 香港牛池灣文娛中心劇場
- 香港上環文娛中心劇場舉行